# Сумгин, Михаил Иванович
Михаи́л Ива́нович Сумги́н (псевдоним Пасынков; 12 [24] февраля 1873, Нижегородская губерния — 8 декабря 1942, Ташкент) — российский мерзлотовед, советский учёный-геокриолог, один из организаторов постоянной Комиссии по изучению вечной мерзлоты (КИВМ), заместитель директора Института мерзлотоведения им. В. А. Обручева АН СССР (с 1939).

## Биография
Родился 12 (24) февраля 1873 года в деревне Крапивка (Ало куро) Лукояновского уезда Нижегородской губернии. По национальности — мордвин (эрзя).

### Образование
Посещал трёхклассную церковно-приходскую школу, затем учился в Лукояновском городском училище, которое окончил в 1887 году одновременно с будущим известным учёным А. А. Петровским, ставший, как и М. И. Сумгин, прчастным к исследованию вечной мерзлоты, разработав теорию и методы радиопросвечивания для определения глубины залегания мёрзлых пород.
Продолжить образование Сумгин смог только через четыре года, так как после смерти отца вынужден был работать в сельском хозяйстве. Потом ушел на заработки, пришлось заниматься всем, что попадалось под руку — был и кучером, и воспитателем сына помещицы, сестры живописца Якоби, и рабочим Типографии Демчинского (в Петербурге).
Много читал и занимался самообразованием. В результате с помощью своего товарища В. П. Самселя весной 1895 года блестяще выдержал экзамен экстерном на аттестат зрелости и осенью этого же года поступил в Петербургский университет на физико-математический факультет. Сумгина, как «крайне бедного», освободили от уплаты за обучение, а вскоре «за успехи и примерное поведение» назначили стипендию, учреждённую одним из петербургских меценатов.

В 1898 году был арестован за политическую деятельность и исключен из университета. Прошение о восстановлении поддержали известные профессора К. А. Поссе, О. Д. Хвольсон, И. И. Боргман. М. Сумгин вновь был принят в университет и вновь был исключен в 1899 году.

### Революционная деятельность
За активное участие в студенческой забастовке был высылан из Санкт-Петербурга под надзор в Нижегородскую губернию и лишают права поступления в любое высшее учебное заведение России.
Переехал в Самару, работал в отделе статистики земской управы и много ездил по Самарской губернии, при этом не упускал возможности вести революционную пропаганду среди сельского населения. Вступил в партию социалистов-революционеров (ПСР), политические позиции которой были близки ему как представителю трудового крестьянства. 18 декабря 1905 г. в городской газете Сумгин опубликовал «Приглашение на Самарский крестьянский съезд», которое власти расценили как призыв к всеобщему протесту против царского самодержавия. М. И. Сумгина арестовали, и он больше года провел в тюрьме.
В декабре 1906 года объявили приговор: три года ссылки в Тобольскую губернию. В январе 1907 года по ходатайству друзей ссылку в Тобольскую губернию заменили высылкой на два года за границу, однако в Париже Сумгин пробыл недолго и вскоре нелегально вернулся в Россию. В марте 1908 года арестован и затем этапирован в Тобольск.
В 1910 году по приглашению почвоведа Н. И. Прохорова был включен по разрешению военного губернатора в состав Верхне-Зейской экспедиции в качестве заведующего мерзлотно-метеорологической станцией Бомнак.
В 1912 году, будучи заведующим Метеобюро, сумел не только наладить бесперебойную работу сети метеостанций, но и пополнять её новыми, учить метеонаблюдателей, обеспечил сеть необходимыми приборами и оборудованием. Организовал сбор анкет с данными о вечной мерзлоте, установил её южную границу в пределах Амурской области.
В 1917 году уехал в Петроград для продолжения революционной работы. Был в списке партии эсеров на выборах в Учредительное собрание от Нижегородской губернии.
В 1922 году «обещал НКВД» не заниматься политикой.

### Научная работа
В 1929 году по его инициативе и при поддержке академика В. И. Вернадского в АН СССР организована постоянная Комиссия по изучению вечной мерзлоты (КИВМ) под председательством академика В. А. Обручева. Научный актив КИВМа составляли Н. И. Толстихин, А. В. Ливеровский, П. Н. Каптерев, Н. А. Цытович.
В 1932—1934 годах организовал исследовательские партии для изучения трассы Байкало-Амурской магистрали.
В 1930-е гг. читал лекции по мерзлотоведению в Ленинградском университете и Ленинградском горном институте.
В 1936 году ему присвоена ученая степень доктора наук без защиты диссертации.
В 1938 году В. А. Обручев выдвигал его в члены-корреспонденты АН СССР, но его не избрали.
В 1939 году Комиссия преобразована в Институт мерзлотоведения имени В. А. Обручева АН СССР, где он стал заместителем директора. Почти все сотрудники Института мерзлотоведения были привлечены и подготовлены М. И. Сумгиным.
Во время первых бомбёжек Москвы в 1941 году был контужен, болел.
8 декабря 1942 года скончался в эвакуации в Ташкенте, где вёл исследования в области зимнего промерзания почв в среднеазиатских республиках.

## Основные работы
Автор 93 научных работ, среди них:
- Сумгин М. И. Вечная мерзлота почвы в пределах СССР. — М., 1927.
- Сумгин М. И. Общее мерзлотоведение. — М., 1940.

Патент:
- Сумгин М. И. Прибор для исследования горных пород на радиоактивность (Авторское свидетельство SU 16787 A1, 30.09.1930. Заявка № 3174 от 01.06.1925.).

## Память
В честь М. И. Сумгина названы:
- Ледник Сумгина (площадь 37 км²) в горном массиве Буордах у горы Победа (хребет Черского)
- Полуостров Сумгина в юго-западной части Земли Георга (архипелаг Земля Франца-Иосифа)[11][12]
- Кратер Сумгин (диаметр 78 км) на планете Марс[13][14]
- Ручей Сумгина у села Бомнак в Зейском районе Амурской области[15]